# 竹長吉正
竹長吉正（たけなが よしまさ、1946年10月3日- ）は、日本の国語教育学者、児童文学作家、日本近代文学研究者、埼玉大学名誉教授。筆名・吉志海生（きっし・かいせい）。

## 人物・来歴
福井県美浜町に生まれる。東京学芸大学卒業。大東文化大学大学院日本文学研究科修士課程修了。東京学芸大学大学院教育学研究科国語教育修士課程修了。埼玉県立羽生高等学校教諭、埼玉県立菖蒲高等学校教諭、東京学芸大学附属高等学校大泉校舎教諭、埼玉大学教育学部助教授、教授、2010年定年退任、名誉教授。白鴎大学教授、2017年退職。埼玉県立衛生短期大学（現・埼玉県立大学）、群馬県立女子大学などでも講義を行った。日本近代文学、児童文学、国語教育の講義を行う。全国大学国語教育学会賞（石井賞）受賞。

## 著書
- 『日本近代戦争文学史 透谷・漱石・花袋・伝治を中心に』笠間選書 笠間書院, 1976
- 『文学教育の坩堝 ことばを通しての人間再生』(国語教育叢書 教育出版センター, 1979.7
- 『帰国子女のことばと教育』三省堂選書 1984.10
- 『児童文学の表現構造 どう読むか、どう書くか』教育出版センター, 1986.4
- 『授業に生きる教材研究 (国語教育叢書) 三省堂, 1988.5
- 『現代児童文学の課題 灰谷健次郎を軸として』右文書院, 1990.5
- 『帰国生徒の言語教育』(国語教育叢書) 三省堂, 1991.11
- 『若き日の漱石』右文書院, 1992.11
- 『読者論による国語教材研究 中学校編』(授業への挑戦 明治図書出版, 1995.10
- 『読者論による国語教材研究 小学校編』(授業への挑戦 明治図書出版, 1995.10
- 『説明文の基本読み・対話読み』全3巻 編著. 明治図書出版・東洋館出版社, 1996-99
- 『評伝霜田史光』日本図書センター, 2003.9
- 『それからのピノッキオ』吉志海生. てらいんく, 2006.7
- 『中国のピノッキオ』吉志海生, サカイ・ノビー 絵. てらいんく, 2008.3
- 『記述式問題と思考法 PISA,全国学力・学習状況調査への対策』明治図書出版, 2009.10
- 『わかさ美浜教育史 教育とは人づくりの道 1』美浜文化叢書 美浜文化叢書刊行会, 2011.3
- 『ピノッキオの旅』吉志海生, 佐々木亮 イラスト. 角川学芸出版角川出版企画センター, 2011.5
- 『西尾実、この多様にして複雑な存在 表現教育論と教育思想 実践的国語教育論の構築者』創英社/三省堂書店, 2012.10
- 『世界をまわろうよ 子どもと母三部作』創英社/三省堂書店, 2013.10
- 『トヨイチと八重 京都からフィレンツェ』創英社/三省堂書店, 2014.10
- 『ピノッキオ物語の研究 日本における翻訳・戯曲・紙芝居・国語教材等』(てらいんくの評論) てらいんく, 2017.6
- 『石垣りん・吉野弘・茨木のり子詩人の世界 〈附〉西川満詩鈔ほか』 (てらいんくの評論) てらいんく, 2019.12
- 『石井桃子論ほか 現代日本児童文学への視点』(てらいんくの評論)てらいんく, 2020.1

### 編著
- 『霜田史光 作品と研究』(近代作家文学選集 編著. 和泉書院, 2003.11
- 『霜田史光精選作品集 詩と童話』編. 創英社/三省堂書店, 2015.9

## 論文
- <竹長吉正